# Acacia carens
Acacia carens är en ärtväxtart som beskrevs av Bruce R. Maslin. Acacia carens ingår i släktet akacior, och familjen ärtväxter. Inga underarter finns listade i Catalogue of Life.